# لانه‌کن وارد
لانه‌کن وارد (نام علمی: Harpactes wardi) نام یک گونه از سرده لانه‌کن‌های گیرنده است.